# Friendship Heights (Metro de Washington)
Friendship Heights es una estación subterránea en la línea Roja del Metro de Washington, administrada por la Autoridad de Tránsito del Área Metropolitana de Washington. La estación se encuentra localizada en 5337 Wisconsin Avenue NW en Washington D. C. y entre la frontera del Distrito de Columbia y del Condado de Montgomery, Maryland. La estación Friendship Heights fue inaugurada el 25 de agosto de 1984. 

## Descripción
La estación Friendship Heights cuenta con 1 plataforma central. La estación también cuenta con 0 de espacios de aparcamiento y 50 espacios para bicicletas con 22 casilleros.

## Conexiones
La estación cuenta con las siguientes conexiones de autobuses: 
- Rutas del MetroBus